# أخلاقيات الحياة المتسقة
أخلاقيات الحياة المتسقة، أو الأخلاقيات المتسقة للحياة، هي أيديولوجية تعارض الإجهاض وعقوبة الإعدام والمساعدة على الانتحار والقتل الرحيم. يعارض أصحاب هذه الأخلاقيات الحرب غير العادلة على الأقل؛ إلا أن بعض مناصري هذه الأخلاقيات يعترفون أيضاً بالسلام ويعارضون كل الحروب. انتشر هذا المصطلح بشكل واسع في عام 1983 بعد أن استعمله الكاردينال الكاثوليكي جوزيف برناردين من أجل التعبير عن أيديولوجية تستند إلى فرضية أن حياة الإنسان بأكملها مقدسة ويجب حمايتها بموجب القانون.

## التاريخ
يعود استعمال عبارة «أخلاقيات الحياة المتسقة» إلى الخطاب الذي ألقاه رئيس الأساقفة هومبرتو ميديروس في عام 1971 في بوسطن.

### الكاردينال جوزيف برناردين
ساعد الكاردينال جوزيف برناردين –الذي يعود أصله إلى شيكاغو في الولايات المتحدة الأمريكية– في نشر فكرة أخلاقيات الحياة المتسقة في عام 1983؛ حيث تحدّث في البداية بشكل معادي للحرب النووية والإجهاض. ثم سرعان ما توسع في رأيه ليشمل جميع جوانب الحياة البشرية.
قال برناردين في إحدى خطبه الأولى حول هذا الموضوع في جامعة فوردهام: «إن طيف الحياة يشمل قضايا الوراثة والإجهاض وعقوبة الإعدام والحروب الحديثة ورعاية المرضى الميؤوس من شفائهم.» كما قال برناردين أنه على الرغم من أن كل قضية كانت متميزة بحد ذاتها، إلا أن القضايا كانت مرتبطة معاً لأن كل من تقييم الحياة (البشرية) والدفاع عنها كانا –في اعتقاده–  جوهر بعضهما البعض.
استمد برناردين موقفه من مبادئ العهد الجديد، وتحديداً المغفرة والمصالحة، لكنه قال بأن هذين الموضوعين والمحتوى المتولّد عنهما ليسوا مواضيع خاصة بالمسيحية فقط. حاول برناردين من خلال هذا التصريح خلق حوار مع الأشخاص الذين لم يتماشوا مع المسيحية.
سعى برناردين وغيره من المدافعين عن هذه الأخلاق إلى تشكيل سياسة متسقة تربط بين الإجهاض وعقوبة الإعدام والظلم الاقتصادي والقتل الرحيم والحرب الظالمة؛ كما سعى برناردين إلى توحيد الكاثوليك المحافظين (الذين عارضوا الإجهاض) والكاثوليك الليبراليين (الذين عارضوا عقوبة الإعدام) في الولايات المتحدة الأمريكية، من خلال الاعتماد على المبادئ الأساسية؛ سعى برناردين أيضاً إلى تنسيق العمل في مجالات مختلفة من اللاهوت الأخلاقي الكاثوليكي؛ وبالإضافة إلى ذلك، جادل بأن الكنيسة بدأت التحرك منذ خمسينيات القرن الماضي ضد الاستثناءات التاريخية والوحشية الخاصة بحماية الحياة.

## القضايا
بحسب تعبير مايكل ليتش، «إذا أكد المرء –كما نفعل نحن– ضرورة حماية القانون المدني لحق كل جنين في الولادة بالإضافة إلى دعم الإجماع المدني لهذا الحق، فلن تتوقف عندها مسؤولياتنا الأخلاقية والسياسية والاقتصادية عند لحظة الولادة». كما أكد البابا يوحنا بولس الثاني وجهة النظر هذه في كتابه المنشور في عام 1995 «إنجيل الحياة»؛ حيث أوضح هذا المستند الكتابيّ، تركيز البابا على تعزيز ثقافة الحياة القائمة على العهد الجديد وحياة يسوع. على وجه التحديد، كما أكد على قيمة وحرمة الحياة البشرية، منذ بداية الحمل وحتى الموت الطبيعي.

### الإجهاض
عوضاً عن «التفكير في المرأة الحامل وجنينها كخصمين يناضلان من أجل الحصول على حقوقهما الحصرية، كحق المرأة في السيطرة على جسدها مقابل حق الجنين في العيش لفترة كافية للسيطرة على جسدها»، تنظر أخلاقيات الحياة المتسقة المتعلقة بالموضوع إلى كليهما على أنهما فردان قيمان ومهمان، وتسعى لتوفير كل الدعم الذي يحتاجانه للعيش والتعايش بشكل جيد.

### عقوبة الإعدام
بشكل تقليدي، تركز الحجج المؤيدة لعقوبة الإعدام على فكرة أنها:
1) تردع حصول المزيد من العنف.
2) ينفذ العقاب على المجرم فقط، فيشعر المجتمع والمتضررون من الجريمة بحصولهم على العدالة.
3) تسعى لإصلاح مجرمين آخرين مع خلال تهديدهم بمثل هذه العقوبة القاسية.
4) تحمي المجتمع من المجرمين الذين تعتبرهم الحكومة المجرمين الأكثر شناعةً.
يعترف برناردين وبعض المدافعين الآخرين عن أخلاقيات الحياة المتسقة، بحق الدولة في استخدام عقوبة الإعدام. ومع ذلك، يرفضون ضرورة هذا النوع من العقاب لأسباب عديدة، بحجة أن هناك طرقا أكثر ملائمة وفعالية يمكن للدولة استعمالها للدفاع عن شعبها.
يدعو العديد من المدافعين عن أخلاقيات الحياة المتسقة إلى الإلغاء التام لعقوبة الإعدام، حيث تكمن جذور معارضة أخلاق الحياة المتسقة لعقوبة الإعدام، في الاعتقاد بضرورة انتشار بيئة من احترام الحياة في أي مجتمع، واللجوء إلى عقوبة الإعدام لن يدعم هذه الفكرة. كما يجادل أتباع أخلاقيات الحياة المتسقة بأنه ليس من الضروري الوصول إلى «نتيجة عقوبة الإعدام» –أي إزالة المجرم من المجتمع، وتنفيذ حكم العدالة على المجرم، والحد من مشاعر الانتقام عند لمتضررين والمجتمع الأكبر، عن طريق سلب حياة المجرم.
تعتبر الأخت هيلين بريجيان إحدى الناشطات الصريحات المعاديات لعقوبة الإعدام؛ وتعتبر كتبها «سير رجل ميت» و«موت الأبرياء: رواية شاهد عيان لعمليات الإعدام الخاطئة»، عبارة عن روايات سيرة ذاتية عن الوقت الذي قضته في خدمة السجناء المحكوم عليهم بالإعدام. كما تعتبر منظمة الكهنة من أجل الحياة الكاثوليكية المستقلة من المنظمات المناهضة لعقوبة الإعدام.

### الرعاية الصحية
فهم برناردن أخلاقيات الحياة المتسقة على أنها تنطوي على مسؤولية اجتماعية تهدف لتوفير الرعاية الصحية الكافية للجميع، وخاصة الفقراء.

وفقاً لرون هامل:
... تتشكل رؤية أخلاقية من أخلاقيات الحياة المتسقة، تُشعر المرء بالإجراءات والتطورات التكنولوجية وجوانب نظام الرعاية الصحية التي (تفشل في تعزيز أو لا تعزز) كرامة الإنسان وحياته بما فيه الكفاية. ... لا يكفي معارضة القتل الرحيم فقط، بل يجب على المرء الاهتمام بهذا الموضوع أيضاً وتوجيه العوامل التي تعزز القتل الرحيم وإيجاد طرق أفضل لرعاية الأشخاص الذين يرقدون على فراش الموت، وتقديم الضمان للمريض (الراقد على فراش الموت) بحصوله على فرصة للتخلي عن العلاج وعيش حياته بشكل كامل أثناء موته.
وانطلاقا هذا المبدأ، قُدمت مناشدات أخلاقيات الحياة المتسقة من أجل دعم الرعاية الصحية الشاملة.

### اللاجئون
اعتُمد على أخلاقيات الحياة المتسقة من أجل شمل رعاية المهاجرين واللاجئين. سعى بعض الكاثوليك إلى تطبيق الأخلاقيات «المناهضة للإجهاض» على مسألة الهجرة، على الرغم من أنها لا تناشد أخلاقيات الحياة المتسقة بشكل مباشر.

## الانتقادات
أحد الانتقادات الموجهة لموقف أخلاقيات الحياة المتسقة، هو أنها ساعدت –بدون قصد– في توفير «تغطية» أو دعم للسياسيين الذين أيدوا الإجهاض القانوني أو أرادوا تقليل حجم هذه القضية إلى الحد الأدنى، وهو انتقاد اعترف به برناردين نفسه واستنكره.
رفض جورج ويغل –الناقد لجوزيف برناردين– الادعاءات القائلة بأن أخلاقيات الحياة المتسقة قد أُنشئت من أجل التستر على حقوق الإجهاض، قائلاً إن برناردين كان «مناهضاً ملتزماً للإجهاض».